# Піперазин
Піперазин — синтетичний протигельмінтний препарат для прийомання всередину. Для перорального застосування використовується у вигляді солі піперазину адипінату.

## Фармакологічні властивості
Піперазин — синтетичний протигельмінтний препарат вузького спектру дії. Механізм дії піперазину зумовлений паралітичною дією препарату на м'язовий апарат гельмінтів, порушуючи фіксацію до стінки кишки та спричинює виведення гельмінтів з хімусом. До піперазину чутливі виключно деякі нематоди, найбільш чутливі до препарату аскариди та гострики.

### Фармакокінетика
Піперазин добре всмоктується при прийомі всередину, біодоступність препарату не досліджена. Препарат не створює високих концентрацій в тканинах організму, діє виключно в просвіті кишечника і не вбиває паразитів, а тільки паралізує їх мускулатуру, що дозволяє уникнути небезпеки всмоктування токсичних продуктів розпаду гельмінтів. Препарат може проходити через плацентарний бар'єр та виділяється в грудне молоко. Метаболізується препарат в печінці з утворенням неактивних метаболітів. Виводиться піперазин з організму нирками, повне виведення метаболітів відбувається протягом 24 годин, при печінковій та нирковій недостатності цей час може збільшуватись.

## Показання до застосування
Піперазин застосовується при аскаридозі та ентеробіозі.

## Побічна дія
При застосуванні піперазину можливі наступні побічні ефекти: нечасто нудота, блювання, біль у животі, слабкість м'язів, кропив'янка, синдром Стівенса-Джонсона, висипання на шкірі, свербіж шкіри, артралгії, гарячка, головний біль; дуже рідко (частіше у осіб із порушенням функції нирок або неврологічними порушеннями) нейротоксикоз, запаморочення, сонливість, тремор, галюцинації, ністагм, погіршення зору, судоми, парестезії, бронхоспазм.

## Протипоказання
Піперазин протипоказаний при підвищеній чутливості до препарату, епілепсії, органічних захворюваннях центральної нервової системи, печінковій та нирковій недостатності, нефриті, вагітності. Під час лікування піперазином рекомендовано припинити годування грудьми.

## Форми випуску
Піперазин випускається у вигляді таблеток по 0,2 та 0,5 г, і 5 % розчину для перорального застосування по 100 мл.

## Застосування у ветеринарії
Піперазин застосовується у ветеринарії для лікування гельмінтозів домашніх кролів, собак, котів, хутрових звірів, домашньої птиці (зокрема при гетеракідозі птахів), свиней, великої рогатої худоби, коней. Для ветеринарного застосування піперазин випускається у пакетиках по 2 і 15 г та у вигляді піперазину цитрату по 2, 15, 100 та 500 г.